# Monumento a Francesco Baracca
Il monumento a Francesco Baracca è una scultura realizzata da Silvio Monfrini. L'opera è posta in Piazzale Francesco Baracca a Milano.

## Descrizione dell'opera

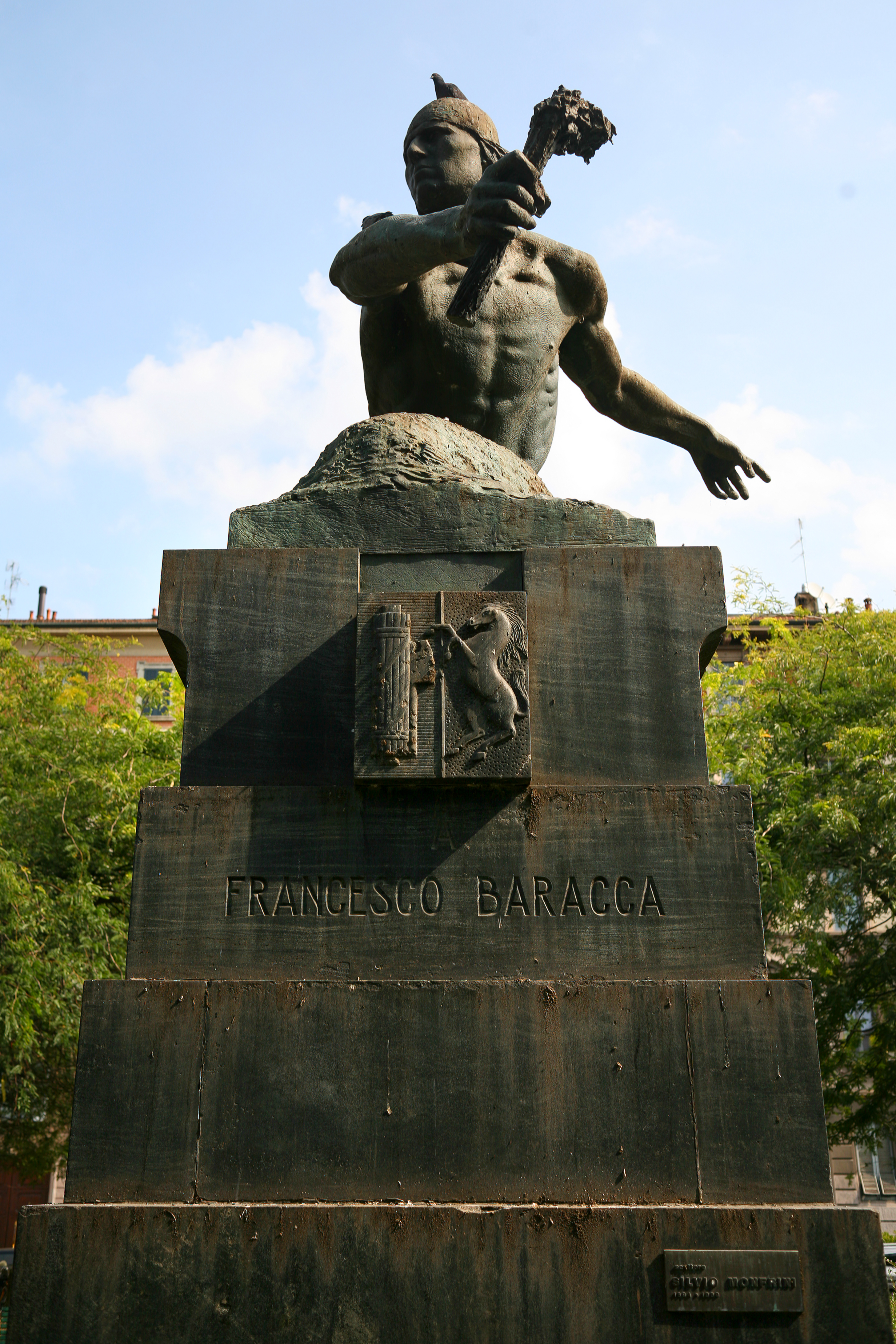
Vista frontale del monumento

Il monumento in memoria di Francesco Baracca fu realizzato per volere del gruppo di Camicie nere di Milano a lui dedicato. Giuseppe Monfrini, membro del gruppo fascista di Milano, offrì la statua realizzata da suo fratello Silvio; il basamento fu realizzato su progetto dell'architetto Ulisse Stacchini.
Il busto di Baracca si protende dal basamento rivolgendo lo sguardo alla propria destra e reggendo con la mano destra una fiaccola.
Sul fronte del basamento è presente l'iscrizione «FRANCESCO BARACCA» sormontata da un bassorilievo contenente il Cavallino rampante e un Fascio littorio..

## Inaugurazione
Il monumento fu inaugurato domenica 27 settembre 1931 alla presenza di Italo Balbo, all'epoca ministro dell'aeronautica, e dei genitori dell'eroe:
(da una descrizione dell'inaugurazione)